# Escândalo do dossiê

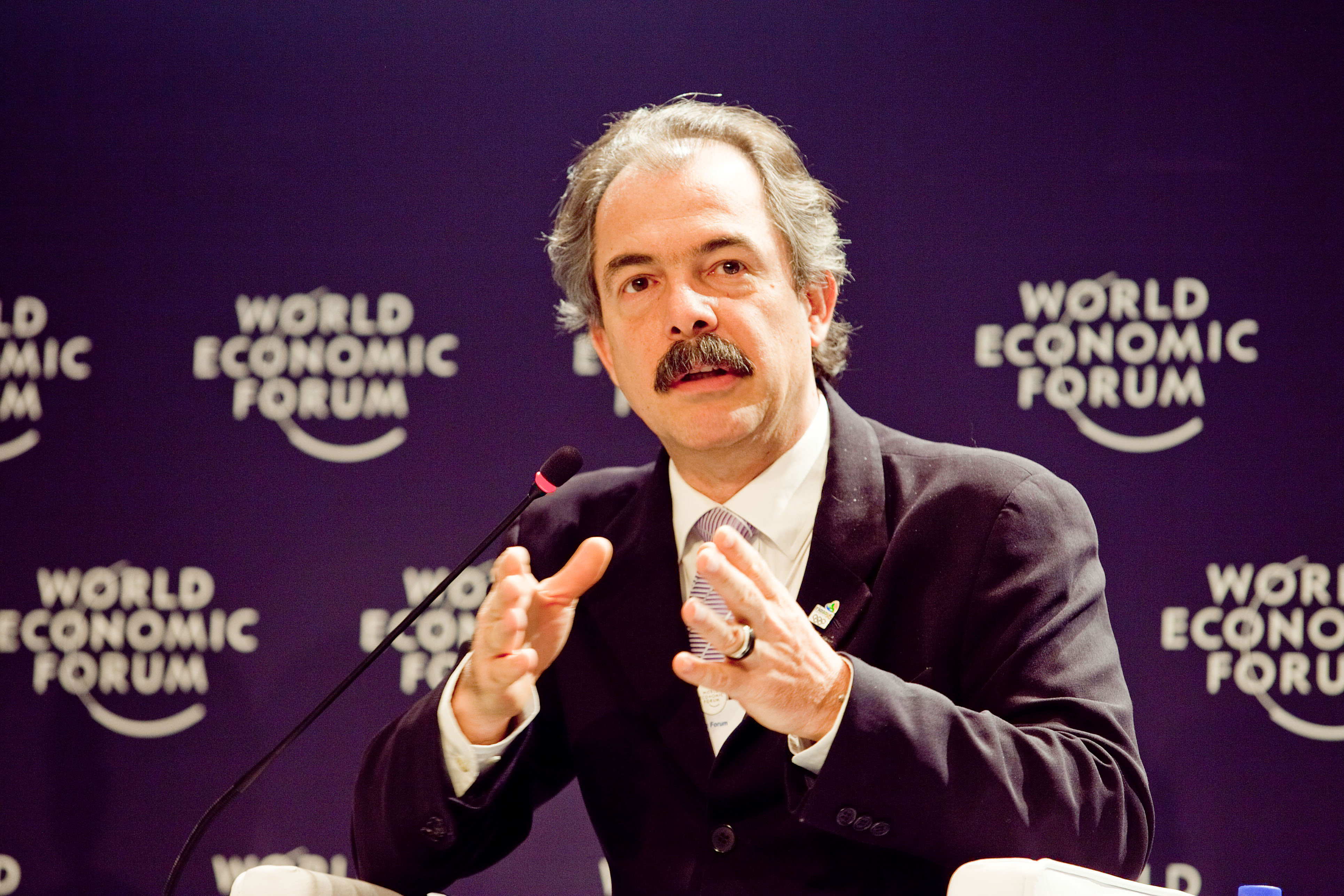
Aloízio Mercadante era o candidato do PT à sucessão estadual em São Paulo cujos assessores são acusados de forjar o dossiê, numa tentativa de prejudicar os candidatos do PSDB: José Serra e Geraldo Alckmin.

O escândalo do dossiê ou escândalo dos aloprados, entre outros nomes, foi uma tentativa de compra de um dossiê contra o candidato a governador de São Paulo José Serra.
A tentativa levou a prisão em flagrante, no dia 15 de setembro de 2006, de alguns integrantes do PT acusados de comprar um falso dossiê, de Luiz Antônio Trevisan Vedoin, com fundos de origem desconhecida. O dossiê acusaria o candidato ao governo do estado de São Paulo pelo PSDB, José Serra, de ter relação com o escândalo das sanguessugas. O suposto plano seria prejudicar Serra na disputa ao governo de São Paulo, no qual seu principal adversário na disputa era o senador Aloizio Mercadante. Supostamente, não só Serra era alvo, pois também havia acusações contra o candidato à presidência Geraldo Alckmin. As investigações e depoimentos dos suspeitos demonstraram que o conteúdo do dossiê contra políticos do PSDB era falso. A expressão usada por Lula da Silva para designar os acusados de comprar o dossiê, "aloprados", notabilizou-se.

## Histórico
Escândalo ocorrido durante o Governo do ex-presidente Lula (PT). O escândalo tem ligação direta com o Escândalo dos Sanguessugas.
O escândalo é 4º o mais grave enfrentado do governo Lula. O 1º foi o Escândalo dos Bingos (também conhecido como caso Waldomiro Diniz), ocorrida em 13 de fevereiro de 2004 e também é a primeira crise política do Lula; o 2º foi o Escândalo dos Correios (também conhecido como caso Maurício Marinho), ocorrida em 14 de maio de 2005, que gerou o Escândalo do Mensalão no mês seguinte, em 6 de junho, com as denúncias do então deputado Roberto Jefferson (PTB-RJ) ao jornal Folha de S.Paulo; o 3º foi Escândalo das Ambulâncias, que gerou o Escândalo dos Sanguessugas, deflagrada pela Polícia Federal na "Operação Sanguessuga" em 4 de maio de 2006.
Segundo a imprensa, este escândalo relembra o caso Dossiê Cayman, uma tentativa de prejudicar o então candidato à reeleição ao estado de São Paulo, Mário Covas e outros políticos do PSDB em 1998. O caso seriam supostas contas não-declaradas no exterior pelos candidatos e que seria financiada nas campanhas, mas investigações demonstraram que o dossiê era falso e era armado por adversários políticos em véspera eleitoral.
Em 24 de abril de 2007, julgando uma ação movida pela coligação PSDB-Democratas, o TSE decidiu, por unanimidade, não haver qualquer prova concreta relacionando o Partido dos Trabalhadores ou o Presidente Lula ao chamado "Escândalo do Dossiê".

### Antecedentes

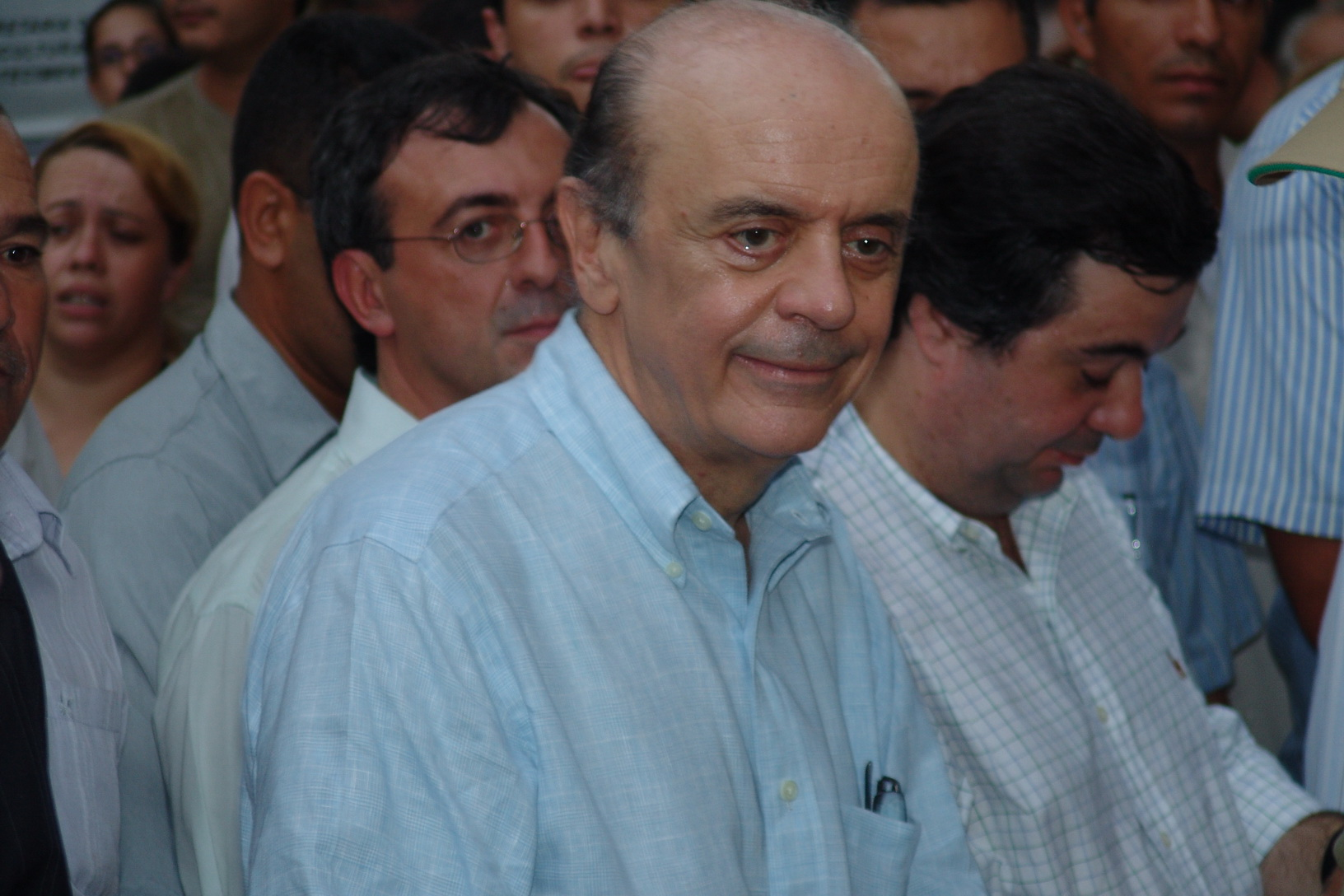
José Serra, candidato do PSDB ao governo de São Paulo que teria sua candidatura atingida pelo dossiê falso.

Nos dias 8 e 9 de agosto, Luiz Antônio Trevisan Vedoin fez o último depoimento à CPI dos Sanguessugas, antes da negociação do dossiê. No depoimento do dia 8, apontou mais 5 deputados envolvidos, mas contradiz o que deu o depoimento à PF em julho, chegando ter risco perder "delação premiada", termo dado para quem denunciar em troca da prisão, o que volta das contradições. No depoimento reservado à CPI no dia 9, ele inocentou mais 10 parlamentares. Só no dia 10 de agosto, a CPI pedia a cassação dos 69 parlamentares e inocentava outros 18 deputados.
No dia 15 de agosto de 2006, enquanto começava a propaganda eleitoral dos parlamentares, governadores e presidentes em rádio e TV, iniciavam os contatos entre os sete integrantes do PT (Valdebran Padilha, Gedimar Passos, Freud Godoy, Jorge Lorenzetti, Ricardo Berzoini, Osvaldo Bargas, Expedito Veloso e Hamilton Lacerda) e a família Vedoin, segundo a PF. Dela surge nos dias seguintes, um oferecimento de Darci Vedoin e Luiz Vedoin, um dossiê contra políticos do PSDB, contra o então o candidato o governo do estado de São Paulo, José Serra e também contra o candidato à Presidência da República, do mesmo partido Geraldo Alckmin. Ao mesmo tempo, já estava auge o escândalo dos sanguessugas, que são os parlamentares acusados de envolvimento de emendas com ambulâncias.
Até a véspera da eleição (30 de setembro), dos 69 parlamentares (66 deputados e 3 senadores) acusados de sanguessugas, só 56 tentam a reeleição (a maioria desistiu só 2 renunciaram, enquanto outros partidos expulsaram os deputados) ao longo do mês. Os senadores Magno Malta (PL-ES) e a Serys Slhessarenko (PT-MT) foram eleitos em 2002 com mandatos de 8 anos e ela tentava concorrer para governadora do Mato Grosso e não consegue, mesmo assim, fica no cargo como senadora. Só apenas o senador Ney Suassuna (PMDB-PB), que tentava concorrer à reeleição (foi eleito em 1998) é derrotado. Inclusive dos 55 deputados que tentaram concorrer à reeleição por mais 4 anos só cinco conseguem em 1 de outubro.
Na manhã do dia 14 de setembro, o jornal "Correio Braziliense", de Brasília (DF) divulga mais um envolvido no Escândalo das Sanguessugas: o ex-ministro da Saúde e candidato pelo PSDB ao governo do estado de São Paulo, José Serra, que lidera preferência de mais de 50% dos eleitores. De acordo com a reportagem, o ex-secretário-executivo do Ministério da Saúde, Barjas Negri, que substituiu Serra quando deixou o cargo para disputar a Presidência, teria determinado em dezembro de 2001 ao Fundo Nacional de Saúde "empenho e elaboração do convênio" para uma emenda no valor de R$ 88 mil que beneficiava o município de Nossa Senhora do Livramento (MT). Essa ambulância foi fornecida por duas empresas de fachada do grupo Planam, acusada de liderar o esquema sanguessuga. Horas depois, Serra desmente a denúncia do jornal sobre suposta participação no esquema da compra superfaturada das ambulâncias investigada pela CPI dos Sanguessugas. Segundo ele, denúncias como essa serão comuns nesta reta final da campanha eleitoral, durante evento de campanha na Vila Natal, zona sul de São Paulo. "Nós estamos agora na reta final da campanha e este tipo de denúncia ainda vai surgir muito" e minimiza a denúncia. "É uma questão burocrática, puramente burocrática, não tem nada de mais", disse Serra. O candidato do PT ao governo de São Paulo, Aloizio Mercadante, que na manhã pediu cautela pelas novas denúncias contra José Serra, critica a resposta feita horas depois dele. Mercadante criticou o candidato depois saber a afirmação do Serra de que a denúncia do jornal é o "kit PT de baixaria".

### Estopim
Na noite entre os dias 14 e 15 de setembro, a 15 dias das eleições, são presos na noite pela Polícia Federal em Cuiabá, Mato Grosso, o primo Paulo Roberto Trevisan (dia 14 em São Paulo) e Luiz Antônio Verdoin (dia 15 em Cuiabá) acusados por chantagem e ocultação de documentos. Paulo Trevisan foi preso pela PF, com provas da fita de vídeo VHS e documentos que poderiam ser usados contra políticos. Já o Vedoin foi preso por duas acusações. A Polícia Federal apreendeu vídeo, DVD e fotos que mostram o candidato do PSDB ao governo de São Paulo, José Serra, na entrega de ambulâncias da máfia dos sanguessugas.
São presos no Hotel Íbis, na cidade de São Paulo, o empresário e tesoureiro de campanha do PT em Mato Grosso em 2004, filiado ao partido desde agosto de 2004, Valdebran Padilha da Silva e o ex-agente da Polícia Federal e advogado do PT, Gedimar Pereira Passos, junto com dinheiro vivo de R$ 1,7 milhões reais. Eles estavam no hotel aguardando por um emissário do empresário, que levaria o dossiê contra o tucano. O emissário seria o tio do empresário, Paulo Roberto Dalcol Trevisan. A pedido de Vedoin, o tio entregaria em São Paulo o documento a Valdebran e Gedimar. O material contra Serra seria entregue pelo empresário Luiz Antônio Vedoin, chefe dos sanguessugas e sócio da Planam, ao Gedimar Pereira Passos, advogado e ex-policial federal, e Valdebran Padilha da Silva, filiado ao PT do Mato Grosso.
Horas depois das prisões, a revista Isto É, nº. 1926, datada do dia 20 de setembro, traz a capa na manhã "Os Vedoin Acusam Serra" os donos da Planam, o pai e filho Vedoin, acusam o ex-ministro José Serra de está envolvido com a máfia das ambulâncias e entregam à revista novos documentos sobre a distribuição de propinas. Eles dizem que em 2002 foi o melhor ano em que a empresa Planan foi beneficiada na gestão. Segundo eles, Barjas Negri, ex-secretário executivo e ministro sucessor no Ministério da Saúde, também está envolvido no caso. Os Vedoin acusam o empresário Abel Pereira de agir em nome do então ministro Barjas Negri e de receber propina por meio de cheques e em depósitos nas empresas Império e Kanguru. Eles afirmam que Geraldo Alckmin também está envolvido, junto com Serra, no esquema. Horas depois, Alckmin e Serra reagem e negam as acusações deles e atribuem em "véspera de eleição". Eles afirmam que isto já havia sido divulgado pela imprensa naquela época, mas nada de irregularidade. Chegou a se afirmar que a denúncia dos Vedoin à revista IstoÉ foi estopim para a prisão, mas a Polícia Federal negou a ligação e também foi desmentido em apenas um dia, devido aos desdobramentos dos fatos do dia. Surpreendido com nova denúncia da revista, o ministro da CGU (Controladoria Geral da União), Jorge Hage, chegou a dizer que há mais provas contra Serra além de denúncia dos Vedoin. Horas depois da denúncia da Isto É, a propaganda política no estado de São Paulo de Orestes Quércia (PMDB), que tem apoio de Lula, põe no ar, numa rapidez sem precedentes, que José Serra é o mais um político envolvido do escândalo das sanguessugas, sem mesmo esperar das investigações sérias, mas na prática tem um significado: qualquer denúncia contra políticos do PSDB-PFL seria melhor para PT e a ala do PMDB governista, para destruir em nível nacional, o PSDB, mas a propaganda é suspensa pelo TSE-SP. Devido a repercussão nacional da reportagem, a revista IstoÉ negou suposta compra da reportagem.
Segundo a polícia, seriam "os emissários do PT" usados para a compra de um dossiê contra os candidatos do PSDB, Geraldo Alckmin e José Serra. As fotos e o vídeo conteriam o material contra o então ministro da Saúde, José Serra, numa cerimônia de entrega de ambulâncias na Planan em 2002. A polícia afirma que só falta a investigação da origem dinheiro apreendida. Um dos presos, Gedimar Pereira Passos, recebeu na tarde, a visita do advogado de defesa, que veio a pedido da família, mas saiu na PF sem dizer se vai aceitar o caso. O advogado de Gedimar Passos, diz à PF que dinheiro "veio do PT".
Em nota oficial, a PF em Mato Grosso informou que a operação policial começou na noite do dia 14, no aeroporto de Várzea Grande. O aeroporto fica na "(…) região metropolitana de Cuiabá, quando localizou na bagagem de Paulo Roberto Trevisan uma fita de vídeo, um DVD, uma agenda e seis fotografias que vinculariam políticos ao esquema de superfaturamento [na compra de ambulância pelo Ministério da Saúde] investigado na Operação Sanguessuga". "No vídeo aparece José Serra. Tem fotos do Alckmin e do [senador] Antero [Paes de Barros (PSDB-MT)] e deputados daqui".
De acordo com as investigações, na capital paulista, o dossiê seria comprado por dois homens, que também foram presos. Valdebran Padilha é filiado ao PT do Mato Grosso e atuou como arrecadador de recursos na campanha do partido à prefeitura de Cuiabá em 2004. Gedimar Pereira Passos, agente da Polícia Federal aposentado, se apresentou como advogado do PT. Com eles, foram apreendidos mais de R$ 1,7 milhões de reais, dinheiro segundo a polícia seria usado na compra do dossiê oferecido pelo Vedoin. Valdebran e Gedimar vão ficar presos pelo menos 5 dias, que é o fim de prazo para a prisão temporária. Os dois prestaram o depoimento à Polícia Federal em São Paulo e podem ser ouvidos novamente pela justiça em Mato Grosso. A Polícia Federal afirma que poderá solicitar a prorrogação da prisão de suspeitos de negociar dossiê. No mesmo dia 16, o jornal Folha de S.Paulo, traz entrevista com os integrantes do PSDB-SP, afirmando que o PMDB-SP esteja ligado em suposta operação montada para acusar o candidato José Serra de envolvimento com a máfia dos sanguessugas, já que ontem, na propaganda do PMDB, foi exibida horas depois da denúncia da capa da revista "IstoÉ".
Na manhã, em campanha eleitoral em Aracaju, Sergipe, o presidente Lula condena a venda do dossiê contra Serra e defende o candidato pelo "passado conjunto". Os candidatos à sucessão estadual de São Paulo, José Serra e Aloizio Mercadante, da presidência como Geraldo Alckmin, diversos políticos governistas e oposição, condenam a compra nos dias seguintes, que ambos lados pedem a investigação do caso e fazem duras críticas ao caso.
O caso do dossiê é usado pelo PSDB e PT pela propaganda eleitoral política nos dias seguintes.

### Dossiê e outros escândalos
Após o estouro do novo escândalo e depoimento dos sete integrantes do PT, entre setembro e outubro, revela que eles estão ligadas às figuras acusadas de escândalos que abalaram o "Governo Lula" desde 2004: os casos Toninho do PT e Celso Daniel e os escândalos do Mensalão e dos Sanguessugas. Os acusados seriam pertencentes à chamada "Republica do ABC" (Santo André, São Bernardo do Campo e São Caetano), devido aos endereços em que moram ou também trabalharam nos locais.

### Envolvimento e queda dos integrantes do PT

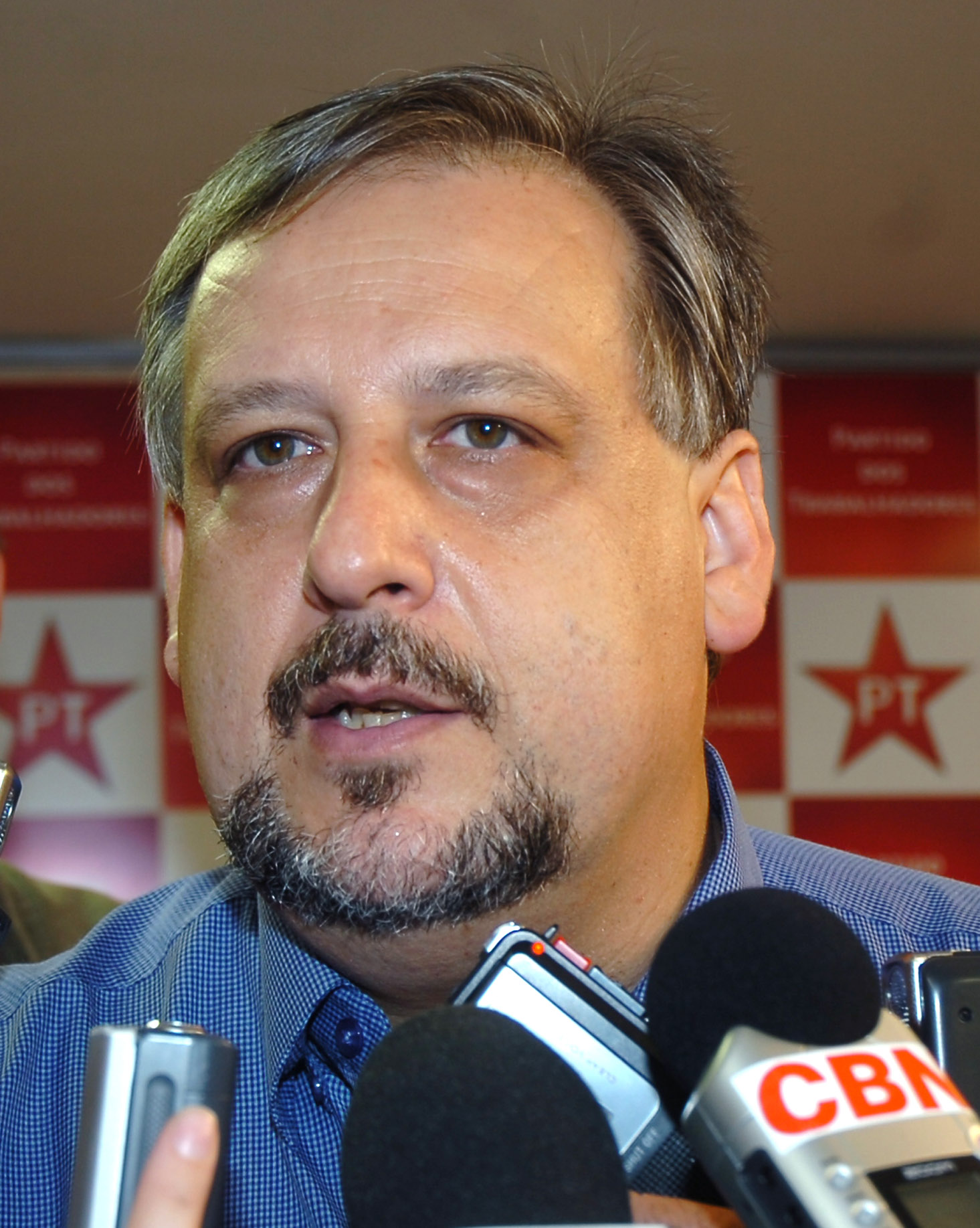
Ricardo Berzoini foi afastado da presidência do PT e da campanha à presidência de Lula da Silva após o escândalo. Ele era o superior de alguns "aloprados" do PT.

No dia 16 de setembro, em nota assinada pelo presidente do PT, Ricardo Berzoini no site oficial do Partido dos Trabalhadores às 15h59min, divulgada na imprensa, afirmando que o "PT sempre rejeitou (…) a produção ilegal de dossiês (…)". Na nota, Berzoini considera graves as novas acusações relativas ao escândalo dos sanguessugas publicadas pela revista "Isto É" e que envolvem o governo anterior. Segundo a nota, diz que “o PT sempre rejeitou o denuncismo eleitoral e a produção ilegal de dossiês” e confia “na apuração da Polícia Federal”, em que o partido encaminhou ao diretório nacional, o pedido de suspensão do filiado envolvido no episódio, Gedimar Pereira Passos. Berzoini atribui o suposto dossiê à tentativa de desestabilizar PT e Lula e nega que PT tenha pagado por dossiê. As prisões da dupla petista, provoca a queda de Passos, torna o primeiro ligado ao PT a cair.
Após o episódio, outros nomes ligados ao PT começaram a ser relacionados ao dossiê na semana seguinte. A Polícia Federal divulga no dia 17 de setembro, partes dos depoimentos do empresário Valdebran Padilha e ex-agente Gedimar Passos. Em depoimento à PF, Gedimar disse que foi "contratado pela Executiva Nacional do PT" para negociar com a família Vedoin a compra de um dossiê contra os tucanos, e que do pacote fazia parte entrevista acusando Serra de envolvimento na máfia. Ele disse ainda que seu contato no PT era alguém de nome "Froud ou Freud".
Os Vedoin, de acordo com Gedimar, pediram inicialmente R$ 20 milhões de reais por “informações graves” que envolveriam “não só políticos de outros partidos, mas também do próprio PT”, mas o valor cobrado “estava fora do alcance do partido”. A negociação teria prosseguido, para R$ 10 milhões, até baixar a R$ 2 milhões. Como mesmo essa quantia foi considerada elevada, o PT, segundo Gedimar, ofereceu “uma importante revista de circulação nacional sociedade na compra das informações”. Ele disse não saber se a revista seria “IstoÉ”, “Época” “ou mesmo um grande jornal de São Paulo”. Gedimar contou à PF que “houve um acordo entre o PT e o órgão de imprensa e que chegaram a reunir pouco menos de R$ 2 milhões”.
No dia 18 de setembro, antes de depor, Freud Godoy concede entrevista exclusiva à TV Globo na manhã (os telejornais Jornal Hoje, Jornal Nacional e Jornal da Globo exibem a entrevista de Godoy) em que admite reunião com Gedimar Passos. Ele afirma que se encontrou com ele 4 vezes, mas só tratar de assuntos relacionados à segurança do comitê de campanha de Lula e nega o envolvimento com o dossiê. Após o depoimento de 20 minutos no início da tarde, Godoy afirma à imprensa que anunciou ao governo “que deixa temporariamente o cargo” e que foi aceito de imediato pelo Lula. Ele disponibilizou à PF o sigilo telefônico e admite que a quebra revelará “4 ou 5 conversas com Gedimar Pereira Passos”, que é “poucas” na opinião dele. Negou as afirmações de Gedimar ter afirmado na PF que teria encomendado a compra do dossiê. Houve uma tentativa de acareação entre Godoy e Gedimar Passos, mas Gedimar afirmou direito constitucional e ficou calado. O advogado de Godoy afirma que acusações contra ele são falsas. Só no dia seguinte que a exoneração de Godoy é publicada no Diário Oficial. Godoy é o segundo integrante do PT a cair.
Consultado pelas imprensas ao site do governo federal, mostra de fato um novo nome: Freud Godoy, Assessor Especial da Presidência da República, do presidente Lula. O anúncio de que um assessor próximo ao presidente Lula suscita suspeitas de mais um envolvimento de pessoas próximas ao presidente Lula.
O Presidente Nacional do Partido dos Trabalhadores, Ricardo Berzoini (SP), declara que o PT é vítima de armação no caso do dossiê, ao negar os rumores nos últimos dias que o dinheiro teria vindo do próprio partido.
A revista IstoÉ divulga a nota em que nega que a matéria sobre a acusação de Serra teria sido comprada e afirma que a matéria escrita foi apenas jornalística.
Surge novo nome do escândalo: Simone Godoy, que é casada com o ex-assessor Freud Godoy. A empresa de segurança dela possui vínculos comerciais com as principais instâncias partidárias e campanhas eleitorais do PT, faz a vigilância e o controle da portaria da sede do Diretório Nacional do PT em São Paulo (ver Empresas Envolvidas).
Por conta do novo escândalo, os partidos da oposição PSDB-PFL, da coligação "Por Um Brasil Mais Decente", protocolam o pedido de investigação contra Lula e a coligação "Lula de Novo com a Força do Povo" no TSE (Tribunal Superior Eleitoral). A oposição faz duras críticas contra Freud Godoy, chamando como "o novo Waldomiro Diniz", em referência ao ex-chefe de gabinete do então ministro José Dirceu, responsável pela primeira crise política do governo Lula em 2004.
A PF revela à imprensa o conteúdo do depoimento do agora ex-Assessor Especial da Presidência da República, Freud Godoy, que aponta mais um nome envolvido: Jorge Lorenzetti, que é amigo do presidente Lula, um dos chefes do comitê de reeleição e é uma espécie de “churrasqueiro oficial do presidente Lula”, que apresentou ao Gedimar Passos. No início da noite, o Presidente Nacional do PT e Coordenador da Campanha do presidente Lula, Ricardo Berzoini, declara à imprensa que Gedimar Passos é funcionário de Comitê de Reeleição e que tem o mesmo cargo de Jorge Lorenzetti: Analista de Risco e Mídia.
Entre a noite do dia 18 para a madrugada do dia 19 de setembro, chegam algemados em Cuiabá, Mato Grosso, Valdebran Padilha e Gedimar Passos. Na manhã, o jornal Folha de S.Paulo, afirma que Passos foi segurança da campanha de Lula em 2002. A Polícia Federal faz acareação (mais tarde o conteúdo divulgado) dos quatro presos no caso dossiê: Gedimar Passos, Valdebran Padilha, Luiz Antônio Vedoin e Paulo Roberto Dalcol Trevisan. Gedimar Passos cita revista Época ter sido contratado pelo PT para negociar um dossiê com denúncias contra o candidato José Serra. Valdebran Padilha declara à PF que o dinheiro do dossiê "veio do PT". Logo depois, o PT de Cuiabá (MT) suspende por 60 dias o filiado Valdebran e instaura comissão de ética para investigar sua participação na compra de dossiê.
Horas depois, o Blog da Revista Época publica às 15:39:15 o "Esclarecimento", afirmando que a revista foi procurada para publicar as denúncias contra José Serra e Barjas Negri. O blog cita que Oswaldo Bargas, ex-secretário do Ministério do Trabalho e atual responsável pelo capítulo de Trabalho e Emprego do programa de governo de Lula, procurou há duas semanas o jornalista da revista, Ricardo Mendonça. O encontro foi marcado pelo Bargas na suíte do hotel Crowne Plaza, em São Paulo, no final da tarde do dia 6 de setembro e nessa reunião estava Jorge Lorenzetti. Bargas afirmou ter sido procurado por alguém que tinha denúncias sérias contra políticos de renome, as acusações, segundo ele, poderiam ser comprovadas por meio de fotos, vídeos e de uma "farta documentação" e perguntou se havia interesse da revista em publicá-las. O repórter queria saber do teor da denúncia, mas que Bargas não poderia mostrar agora, mas antecipou que era contra os ex-ministros da Saúde, Serra e Negri. O blog afirma que o presidente Nacional do PT, Ricardo Berzoini, sabia da reunião, mas não às denúncias e a conversa durou 30 minutos, Bargas telefonou para avisar ao repórter que o denunciante voltara atrás e não queria mais apresentar o material e nem dar entrevista. A página do blog recebe mais de 300 comentários e tem forte repercussão, levando Bezoini a admitir a reunião.
Surge mais um nome do escândalo: horas depois de que o Blog da Revista "Época" revelar que Oswaldo Bargas teria procurado revista, surge à informação que ele é casado com a Monica Zerbinato, secretária pessoal do presidente Lula. Nos dias seguintes, não há evidência que ela tenha ligação ao escândalo, mas o fato dela ser secretária do Lula aumenta mais evidência que pessoas mais próximas do Lula estão envolvidas no escândalo.
Quase fim de tarde, o juiz federal Marcos Alves Tavares nega todos os pedidos de prisões temporárias contra Paulo Roberto Trevisan, Gedimar Passos, Valdebran Padilha, Freud Godoy, Darci Vedoin, mas a PF indicia Gedimar Passos por supressão de documentos. O pedido foi feito pela Procuradoria da República na manhã. Na madrugada do dia seguinte, eles são soltos.
O site de Contas Abertas revela que a ONG ligada ao amigo de Lula, o churrasqueiro presidencial Jorge Lorenzetti, a Unitrabalho, recebeu R$ 18.499.684,31 milhões do Governo Federal, ganhou 21 vezes mais do que o governo FHC, que foi entre 1998-2002 foi de R$ 840.468,53. (Ver Empresas Envolvidas)
Um dia depois ter sido citado como envolvido, Jorge Lorenzetti anuncia em uma carta o afastamento da campanha eleitoral pela reeleição do presidente Lula, afirmando “que extrapolou limites de suas atribuições na campanha ao tratar do dossiê” e "afirmo taxativamente que em momento algum autorizei o emprenho de qualquer tipo de negociação financeira." Ele é o terceiro integrante do PT cair. Com o afastamento, ele volta a ser o Diretor Administrativo do Banco do Estado de Santa Catarina (BESC), mas fica até o dia 28 de setembro.
O Blog de Noblat publica às 23:13, mais um envolvido no escândalo do dossiê: Expedito Afonso Veloso, diretor de Gestão de Risco do Banco do Brasil, que foi citado pelo empresário Valdebran Padilha à PF. Segundo Padilha, o diretor Expedito Veloso e Gedimar Passos, contratado para trabalhar na campanha de Lula, o recepcionaram na semana passada no aeroporto de Congonhas, em São Paulo, que os três seguiram para o hotel Íbis, nas vizinhanças do aeroporto. Foi nesse hotel que Valdebran e Gedimar acabaram presos pela Polícia Federal. Padilha confirma que no dia 6 de setembro, Oswaldo Bargas e o churrasqueiro presidencial Jorge Lorenzetti se reuniram em São Paulo com repórter da revista Época, Ricardo Mendonça, na suíte do hotel Crowne Plaza. Na ocasião, Bargas perguntou ao repórter se a revista teria interesse em publicar "denúncias fortes o suficiente para desmoralizar o candidato do PSDB ao governo do Estado de São Paulo, José Serra, e o ex-ministro da Saúde Barjas Negri". A notícia recebeu quase 200 comentários.
No dia 20 de setembro, o consultor sindical Wagner Cinchetto, 43, afirma em entrevista à Folha de S.Paulo, que o "PT já fazia dossiês em 2002": "Organizamos um grupo… no sentido de antecipar alguns fatos, algumas denúncias que adversários poderiam fazer e reunir material suficiente e capaz de não só combater as denúncias dos adversários como também divulgar as denúncias contra os principais adversários".
O jornal "O Estado de S. Paulo" revela mais um nome envolvido no escândalo: é o empresário Marcos Valério Fernandes de Souza. Ele é acusado de ser uns dos envolvidos no chamado "escândalo do Mensalão". Segundo o jornal, a SMP&B teria depositado R$ 98,5 mil na conta da Caso Comércio e Serviços Ltda., de propriedade de Freud Godoy (ver Empresas Envolvidas).
A diretoria do Banco do Brasil se reúne para discutir situação de diretor de Gestão de Riscos do Banco do Brasil, Expedito Afonso Veloso, que estaria envolvido em dossiê, mas horas depois, o diretor Expedito Veloso se antecipa e pede afastamento do cargo em uma nota à imprensa. Ele é o quatro integrante do PT cair.
Um dia depois que o blog da revista Época ter publicado que um membro do PT, o ex-secretário do Ministério do Trabalho Osvaldo Bargas, ter procurado a revista para publicar denúncias contra Serra, o ex-secretário perde o cargo de Trabalho e Emprego do programa de governo de Lula. Ele é o quinto integrante ligado ao PT a cair
Surgem rumores durante a tarde, de que o presidente do PT, Ricardo Berzoini, seria afastado da coordenação da campanha eleitoral do presidente Lula. Berzoini foi chamado novamente pelo Lula, que exigiu explicações imediatas sobre a origem do dinheiro, que por vez o presidente do partido sustenta que não foi do PT, fato comprovado horas depois. Berzoini diz que fica no cargo e só sai da campanha se Lula quiser. Mesmo assim, Lula afasta Berzoini da campanha no início da noite e nomeia o Assessor Especial da Presidência, Marco Aurélio Garcia no comando e Berzoini divulga a nota da saída e é o sexto integrante do PT cair.
No meio da tarde, um site de jornalistas que trabalham na revista Isto É, divulga mais um nome que surge na história do dossiê: Hamilton Lacerda. Segundo o Redator-Chefe da revista Mário Simas Filho, diz que Lacerda foi pessoalmente à Redação da "IstoÉ" negociar a entrevista com os Vedoin. Ele esteve na Editora Três, responsável pela impressão da revista, oferecendo e negociando a entrevista com Luiz Antônio Vedoin que envolveria os políticos do PSDB com a máfia das sanguesssugas, que depois ele mesmo teria marcado essa entrevista, que foi acompanhada pelos membros do PT: Oswaldo Bargas e Expedito Afonso Veloso. Hamilton Lacerda é ex-vereador do PT e atualmente Coordenador de Comunicação da Campanha de Aloizio Mercadante para governo do estado de São Paulo.
Horas depois, Lacerda, divulga a nota em que admite fez a intermediação da entrevista de Vedoin para a revista Isto É, mas "é importante informar que nenhum momento houve qualquer oferta de dinheiro". Na noite, horas depois da nota e a informação do repórter da revista, de que esteve na editora da revista IstoÉ para intermediação da entrevista de Vedoin contra políticos do PSDB e estar acompanhado com membros do PT, o candidato ao governo do Estado de São Paulo, Aloizo Mercadante, diz que “houve quebra de confiança” e decide afastar da campanha. Lacerda é o sétimo homem de cargo de confiança no PT a perder o emprego em menos de uma semana.
Dos sete integrantes do PT que caíram, cinco mantinham relações diretas com o Lula, revelando de fato que eles se envolveram no novo escândalo contra adversários políticos.

### O dinheiro do dossiê
No dia 18 de setembro, relatório da PF revela que as notas de dólares para pagar dossiê eram novas, emitidas em abril. O que chama a atenção é o volume de dinheiro apreendido (US$ 139 mil) já que o limite individual para compra de dólares para viagens ao exterior é de US$ 10 mil. Pelo auto de apreensão, esses maços continham US$ 10 mil (R$ 21.500), em cem notas de US$ 100. Num maço, por exemplo, as notas traziam os números sequenciais de FF79176001A a FF79176100A. Num outro, a seqüência final era de 6201A a 6300A. Segundo o site da Casa da moeda americana, essas notas integrariam um lote emitido há cinco meses, num total de US$ 25,6 milhões produzidos. O primeiro número de série é o FF73600001A. O último FF99200000 A.
No dia 21 de setembro, a Polícia Federal afirma ter indícios que partes dos dólares encontrados no Hotel Íbis com Gedimar Passos e Valdebran Padilha, entrou ilegalmente no Brasil. As informações foram passadas à PF por autoridades americanas, com base o número da série das notas. Os números do dinheiro na tentativa de compra do dossiê se referem aos 2 maços de 10 mil dólares a cada um, de um total de 248.800 mil dólares apreendidos. Com Valdebran Padilha estavam 109.800 mil dólares, flagrado também com 758 mil reais. Gedimar Passos foi preso com 139 mil dólares e mais de 400 mil reais. Ao todo foi encontrado equivalente ao 1.700.000 reais. Os maços de dólares estavam com etiquetas iguais que se podem ler a sigla da Casa de Moeda americana e pela conclusão da PF, as aparências das notas indica que elas nunca circularam antes. De acordo com as investigações, os números de séries levantados até agora, não correspondem a dólares registrados pelo Banco Central, o que indicaria que pelo menos parte do dinheiro apreendido, entrou ilegalmente no Brasil: veio de avião ou foi parar em algum país vizinho e cruzou a fronteira de carro. Entre o material apreendido também estão os registros de somas feitas em máquina de calcular, onde se lê "119 Campo Grande" e com dificuldade se pode enxergar o nome de "Cláudio Márcio S Silva" e as palavras "arrecadação caixa Caxias 118". De uma relação de passageiros, em outra informação, a lista de voo de 14 de setembro, o dia em que Gedimar Passos diz ter recebido o dinheiro para pagar o dossiê. Naquele dia, uns dos ocupantes do avião que saiu de Brasília para São Paulo era Jorge Lorenzetti, apontado como uns dos principais nomes em torno da negociata.
- Dinheiro apreendido:
  - R$ 1.168.000,00 em notas de 50 reais.
  - US$ 248.800,00 em notas de 100 dólares.
- Total de cédulas encontradas:
  - 23.360 cédulas de R$ 50.
  - 2.480 cédulas de R$ 100.
- Peso do dinheiro
  - 24k de reais
  - 2,5 de dólares
- Volume
  - Três malas de 007[99]

### "O dossiê era falso"
No entanto, os desdobramentos mudam a partir do depoimento do dia 21 de setembro à Polícia Federal, Luiz Antônio Vedoin. Ele afirma que não há indícios de ligação ou participação com a "máfia das sanguessugas", o ex-Ministro da Saúde e candidato ao governador do estado de São Paulo, José Serra. Vedoin disse também no depoimento que Geraldo Alckmin, candidato à presidência, também não tem relação nenhuma com a máfia das sanguessugas. Segundo Vedoin, a ideia do dossiê partiu de Valdebran Padilha, que devia R$ 700.000 reais a ele e pretendia pagar a dívida com a venda de informações.
O dossiê que seria usado para atacar os políticos do PSDB foi descoberto através pela escuta da PF e foi em Cuiabá em que Luiz Vedoin recebeu as ligações monitoradas pela PF. A declaração de Luiz Vedoin à PF, contraria a denúncia feita com o pai Darci Vedoin, à revista IstoÉ, quando foi publicada no dia 15, datada do dia 20, já que confirma a declaração deles à CPI dos Sanguessugas em agosto. Foi em Cuiabá em que Luiz Vedoin recebeu as ligações monitoradas pela PF. Os telefonemas interceptados com autorização judicial é que revelou a tentativa dos Vedoin, de vender o dossiê contra o candidato pelo PSDB ao governo do estado de São Paulo, José Serra, mas nas conversas desconfiaram a negociação com os envolvidos, de receber o calote pelo PT. O empresário Abel Pereira foi incriminado pelo Luiz Vedoin no depoimento. Ele disse que o Abel é um dos que receberam o dinheiro para liberar recursos na gestão de Barjas Negri no Ministério da Saúde.

## Lista das autoridades derrubadas pelo escândalo do dossiê
1. Valdebran Padilha, empresário e tesoureiro de campanha do PT em Mato Grosso em 2004. Foi detido pela Polícia Federal no Hotel Ibis, na cidade de São Paulo, junto com Gerdimar Passos, acusados de tentarem pagar com dinheiro vivo, R$ 1,7 milhões reais na madrugada do dia 15 de setembro. Segundo a polícia, seriam usados para a compra de um dossiê contra os candidatos do PSDB, à presidência Geraldo Alckmin e ao governador José Serra. Foi suspenso do PT-MT em 19 de setembro.
2. Gedimar Passos, ex-agente da Polícia Federal e advogado do PT. Foi preso pela Polícia Federal no início da madrugada do dia 15, junto com Valdebran Padilha, empresário e tesoureiro de campanha do PT em Mato Grosso em 2004. Gedimar Passos, era Analista de Risco e Mídia do Partido dos Trabalhadores, que perdeu o cargo de analista no dia 16 de setembro.
3. Freud Godoy, Assessor Especial da Presidência da República, do presidente Lula. Foi apontado no dia 17, apenas o primeiro nome, pelo Gedimar Passos, preso no dia 15, como envolvido do dossiê contra Alckmin e Serra. Após o depoimento à PF, ele anuncia ao governo “que deixa temporariamente o cargo”, que é aceito de imediato pelo Lula no dia 18 de setembro. O Diário Oficial publicou no dia seguinte a exoneração de Godoy.
4. Jorge Lorenzetti, amigo e "churrasqueiro presidencial" do Lula e um dos chefes do comitê de reeleição, sendo Analista de Risco e Mídia. Anunciou o afastamento da campanha eleitoral pela reeleição do presidente Lula. Em uma carta, ele dizia “que extrapolou limites de suas atribuições na campanha ao tratar do dossiê”. Com o afastamento, ele volta a ser o Diretor Administrativo do Banco do Estado de Santa Catarina (BESC), que no final de julho pediu licença ao banco para trabalhar na campanha. Depoimento do Freud Godói à Polícia Federal no dia 18, afirma que ele o apresentou ao Gedimar Passos e que teria sido o mentor da operação. No dia 28, Lorenzetti é exonerado do cargo da BESC.
5. Ricardo Berzoini, Coordenador Geral da Campanha à reeleição do presidente e também presidente nacional do PT. Bezoini é afastado da campanha pelo presidente Lula devido à denúncia sobre o dossiê em que envolvia o nome, devido à reunião entre Oswaldo Bargas e Jorge Lorenzetti na sede nacional do PT, em que negociava o dossiê contra políticos do PSDB para ser publicada na revista Época. No dia 6 de outubro, Bezoini é substituído da presidência do PT pelo Marco Aurélio Garcia, Assessor Especial da Presidência. Aurélio Garcia é o 5º presidente nacional do PT desde 2002. Berzoini volta à presidência do PT em 2 de janeiro de 2007, sob protestos da oposição e de até governistas e do próprio PT.
6. Expedito Veloso, diretor de Gestão de Riscos do Banco do Brasil. Ele se afasta da direção no dia 20 de setembro, um dia depois que o blog de Noblat ter publicado o nome dele que foi citado no depoimento do empresário Valdebran Padilha à PF e também horas depois que o Banco do Brasil (BB) discutir sobre a situação de diretor. Segundo Padilha, Expedito e Gedimar Passos, contratado para trabalhar na campanha de Lula, recepcionaram no aeroporto de Congonhas, em São Paulo, que os três seguiram para o Hotel Íbis, nas vizinhanças do aeroporto, uma semana antes que Valdebran e Gedimar fossem presos pela PF nesse hotel. Padilha confirmou que no dia 6 de setembro, Bargas e Lorenzetti se reuniram em São Paulo com repórter da revista Época em uma suíte do hotel Crowne Plaza. Veloso divulgou nota de afastamento.
7. Oswaldo Bargas, ex-Secretário do Ministério do Trabalho e responsável pelo Trabalho e Emprego do programa de governo de Lula, é afastado do cargo no dia 20 de setembro. O blog da revista Época, publicou na tarde do dia 19 que ele procurou o jornalista Ricardo Mendonça, para negociar a reportagem, junto com Jorge Lorenzetti, no hotel Crowne Plaza, em São Paulo, no final da tarde do dia 6 de setembro. Bargas foi o primeiro oferecer denúncias para serem publicada contra os candidatos do PSDB, especialmente o candidato ao governo do estado de São Paulo, José Serra. O blog da revista afirma que Ricardo Berzoini, ex-ministro de Trabalho, atual presidente nacional do PT e coordenador geral da campanha de Lula, sabia do encontro de Bargas e o repórter, embora não soubesse do conteúdo.
8. Hamilton Lacerda, da campanha eleitoral de Aloíso Mercadante governo de São Paulo. Foi afastado pelo candidato ao governo do Estado de São Paulo, Aloizio Mercadante, dizendo que “houve quebra de confiança”.

## Escândalo do vazamento das fotos do dinheiro do dossiê
Até o fim de setembro, ao contrário do que vem sempre praticando nas operações anteriores, a Polícia Federal não disponibilizou voluntariamente a imagem do dinheiro apreendido. Porém, as seis fotos, uma pasta de documentos, VHS e DVD, que supostamente comprometeriam José Serra e Geraldo Alckmin, foram disponibilizadas. A Polícia Federal prossegue as investigações junto ao TSE e o inquérito permanece com o status de SIGILO para que não influencie as eleições.
Mas no dia 29 de setembro, uma pessoa entrega na manhã aos jornalistas em caráter sigiloso, CD que conteria as fotos do dossiê, dizendo ser de uma "fonte graduada dentro da Polícia Federal, que não quis se identificar". Havia 23 imagens de fotos no CD. A conversa dessa pessoa dentro da PF com os jornalistas durou 10 minutos.
O site do "O Estado de S. Paulo" mostra quase no meio da tarde, 23 fotos do dinheiro apreendido que foi usado para comprar o dossiê. Segundo o site, uma fonte anônima dentro da Polícia Federal, que pediu não ser identificado, entregou a cópia das fotos num CD aos jornalistas de manhã.
- Os maços de reais apreendidos trazem etiquetas da Caixa Econômica Federal, onde R$ 1.168.000 reais foram apreendidos. As notas de dólares aparecem com etiquetas do Banco Central de US$ 248.800. O total de dólares e reais é de cerca de R$ 1.700.000. É a primeira vez que vem ao público, o dinheiro apreendido pela Polícia Federal há 2 semanas, mas não mostrado depois da operação, o que contraria em operações anteriores, a PF mostre provas do crime para não ter dúvidas, mas a não divulgação do dinheiro suscitou suspeitas da oposição e até governistas de que poderia desmoralizar a candidatura de Lula.

O diretor-geral da Polícia Federal, Paulo Lacerda, determina a instalação imediata de sindicância interna na Superintendência Regional do Órgão em São Paulo, para apurar o responsável pela divulgação das fotos, no caso do vazamento de fotos do dinheiro do dossiê.
A Polícia Federal divulga nota à imprensa no site, sobre o vazamento de 23 fotos: "Para esclarecer o episódio da divulgação das imagens do dinheiro apreendido, o que contraria decisão da Justiça Federal do Mato Grosso, a PF irá instaurar um procedimento disciplinar para averiguar as circunstâncias em que as fotos foram produzidas e divulgadas, e ainda se há algum servidor envolvido. A PF esclarece que as fotos da apreensão realizada no dia 15 de setembro pemanecem [sic] [permanecem] sob segredo no inquérito que apura o caso.".
Existe uma suspeita que credita o vazamento ao Delegado Edmilson Pereira Bruno que teria sido alocado para outras atividades já que o inquérito era de alçada da PF de Mato Grosso.
O Delegado da Polícia Federal de São Paulo, Edmilson Pereira Bruno, afirma à tarde, que foi vítima de furto, ao referir que as fotos vazadas foram roubadas e nega que a acusação do envolvido com o vazamento das fotos do dossiê: "Esse CD desapareceram aí e vinculou na imprensa. (…) Tão veiculando que eu cedi esse CD. Não fui eu que cedi esse CD. (…) Eu participei dessa perícia, vou dizer a verdade. Eu participei da mesma no Banco Central, na Caixa Econômica Federal com de [sic] mais alguns peritos. E essas fotos sumiram do meu arquivo. Só isso!".
Ocorre assim o vazamento das fotos para a opinião pública, o PT se enfurece publicamente e dispara contra o PSDB e acusa-o de estar ligado ao Delegado Edmilson Bruno. Os integrantes do PT reagem contra a divulgação: o Ministro de Relações Institucionais, Tasso Genro, que acusou o PSDB sobre as fotos e o coordenador de campanha de Lula, Marco Aurélio Garcia, chegando a acusar a oposição, referindo o PSDB. Horas depois, presidente do PSDB, Tasso Jereissati, rebate as acusações do partido e da Polícia Federal que estejam envolvidos e que eles deveriam "(…) se preocupar mesmo é explicar 'da onde veio esse montão de dinheiro que tá aí'. A imagem é muito forte. (…)". Agripino Maia, líder do PFL no Senado, afirma que a publicação das fotos complica a situação do PT: "Ninguém pode agora dizer, do PT, nem do Lula, nem ninguém, que essa armação de quem é que seja. A prova do crime está mostrada!". Os candidatos à presidência reagiram e afirmaram que não a divulgação favoreceria o presidente Lula. Já o próprio Lula se manifesta contra e acusou os adversários.
A tentativa do presidente nacional do PT, Ricardo Bezoini de entrar impedir no TSE a imprensa divulgar as imagens das fotos do dossiê no início da noite é rejeitada pelo STF.
No dia seguinte, dia 30 de setembro, o coordenador da campanha de reeleição do presidente Lula, Marco Aurélio Garcia, dá uma coletiva de imprensa de manhã, volta a dizer que o vazamento das fotografias teve o objetivo político e reclama da imprensa.
O delegado de superintendente PF-SP, Edmilson Pereira Bruno, durante a coletiva por telefone na tarde, confessou que foi mesmo que distribuiu as fotos, mas não quis gravar entrevista. Ele afirma que não há sentido de omitir o próprio nome e que não quer prejudicar os 5 peritos que estavam com ele na empresa de valores, enquanto tirava fotos no dia 28 e que assume toda a responsabilidade pela divulgação das fotos do dinheiro apreendido. Alegou que as mesmas não estavam em "segredo de justiça" por não fazerem parte do inquérito e ressalva sua desconfiança por ter sido afastado do caso.
O Delegado Edmilson Pereira Bruno que disponibilizou a imagem do dinheiro apreendido é submetido a um processo disciplinar. A Federação Nacional dos Policiais Federais protesta contra o fato do processo contra o delegado furar fila e ter sido instaurado em tempo recorde, denunciando intervenção política no caso.
- No dia 2 de outubro, o delegado Bruno dá coletiva de imprensa num restaurante e dá uma nova versão: pela primeira vez, dizendo que divulgou as fotos para se proteger, por que os três CDs do material sumiu da sala do delegado e que era pra prejudicá-lo. Ele nega que tenha agido por motivos políticos em que esteja ligado ao PSDB e que é apartidário e também negou ter recebido dinheiro em troca da divulgação das fotos.
- Logo depois, surge mais detalhes que antecederam o vazamento das fotos do dossiê: a quinta-feira dia 28 de setembro, as fotos das pilhas de dinheiro apreendidos pela PF pelos membros do PT, para a compra de dossiê contra os políticos do PSDB, foram tiradas pelo próprio delegado durante a perícia feita na semana passada. Na sexta-feira dia 29, Bruno entregou as cópias das fotos para diversos jornalistas e em seguida, como se não soubesse de nada, deu entrevista dizendo que abriria investigação para descobrir como as fotos foram parar na imprensa, no dia seguinte, sábado dia 30, assumiu a autoria do vazamento das fotos. Ao divulgar as fotos, o delegado contrariou a ordem da cúpula da PF e por causa da divulgação, ele começou na primeira semana de outubro, respondendo ao inquérito criminal e a sindicância interna. O delegado corre risco de ser exonerado pelo cargo.

## Empresas envolvidas
No dia 16 de setembro, o secretário-geral do PT em Mato Grosso, Alexandre Cesar, confirma que Valdebran Padilha ajudou a arrecadar dinheiro a sua derrota da campanha eleitoral à Prefeitura de Cuiabá em 2004. Na Justiça Eleitoral, consta que a Saneng Saneamento e Construção, da família de Valdebran, doou R$ 50 mil para a campanha de Alexandre Cesar. A Polícia Federal concluiu em fevereiro deste ano um inquérito sobre suposto caixa dois do PT em Cuiabá na eleição de 2004, confirmando gastos com gráficas e vídeos de ao menos R$ 3,5 milhões não-declarados à Justiça Eleitoral. Cesar negou caixa dois e disse, na época, que a responsabilidade era do então tesoureiro nacional do PT, Delúbio Soares, por "um erro contábil". Embora diga não saber nada sobre o dossiê, Cesar disse ter uma relação de amizade com Valdebran, que também seria ligado ao deputado federal Carlos Abicalil (PT).[carece de fontes?]
No dia 18, horas depois da demissão de Freud Godoy, surge novo nome do escândalo: Simone Godoy, que é casada com ele. A empresa de segurança faz a vigilância e o controle da portaria da sede do Diretório Nacional do PT em São Paulo. Recentemente, foi contratada para fazer varredura nos telefones desse departamento petista em Brasília. No papel, a Caso Comércio de Serviços atuava no "comércio atacadista de produtos químicos" e tinha capital social de R$ 10 mil. Recebeu, em gastos declarados ao TSE (Tribunal Superior Eleitoral), R$ 101,5 mil do comitê eleitoral presidencial. No mesmo ano, trabalhou para a campanha de José Dirceu (PT) a deputado federal, por só declarados R$ 4.400. Em 2004, agora no nome da mulher de Freud, a nova empresa, Caso Sistemas de Segurança, trabalhou na campanha em que Marta Suplicy tentou a reeleição à Prefeitura de São Paulo. Recebeu R$ 106 mil. A empresa está em nome de Simone e do irmão dela, Kléber Michel Messeguer Pereira. Horas depois, Simone Godoy nega elo com o caso e diz que abre os sigilos telefônico e bancário.
No dia 19, o site Contas Abertas revela que a ONG ligada ao amigo de Lula, o churrasqueiro presidencial Jorge Lorenzetti, a Unitrabalho, recebeu R$ 18.499.684,31 milhões do Governo Federal, ganhou 21 vezes mais do que o fim do primeiro e todo o segundo governo FHC de 1998 a 2002 foi de R$ 840.468,53, no atual governo Lula. Segundo o site, a ONG Unitrabalho "recebeu R$ 18,5 milhões da União desde o início do governo petista até setembro deste ano. Coincidência ou não, desse dinheiro, R$ 4,1 milhões foram pagos pelo Ministério do Trabalho e Emprego (MTE) e pela Financiadora de Estudos e Projetos (Finep) na última quinta-feira (15/9), um dia [sic] antes de Gedimar Pereira Passos e Valdebran Padilha serem presos portando R$ 1,7 milhão.", as autoras da matéria são Aline Sá Teles e Mariana Braga. A Unitrabalho é uma rede universitária que agrega 92 universidades e instituições de ensino superior públicas e privadas do Brasil. Um dos convênios firmados com o Ministério do Trabalho em 2005, no valor de R$ 6,8 milhões, se refere à "execução de atividades inerentes à implementação do projeto de avaliação do Plano Nacional de Qualificação do Ministério do Trabalho". Outro convênio, firmado em 2003, e para o qual já foram pagos R$ 2,5 milhões, tinha o objetivo de construir e implementar sistemas de planejamento, monitoramento e avaliação das ações de qualificação do ministério.
No dia 20, o jornal "O Estado de S. Paulo" revela mais um nome envolvido no escândalo: é o empresário Marcos Valério Fernandes de Souza. Ele é acusado de ser uns dos envolvidos no chamado "Escândalo do Mensalão". Segundo o jornal, a SMP&B, agência de publicidade em que Marcos Valério era sócio, teria depositado R$ 98,5 mil na conta da Caso Comércio e Serviços Ltda., de propriedade de Freud Godoy, consta na documentação entregue por Valério na CPI dos Correios, em 2005. O depósito foi feito em 20 de janeiro de 2003. No entanto, Marcos Valério não comenta depósito feito para empresa de Freud. Alegou que já prestou todas as informações sobre o mensalão a vários órgãos de investigação.

## Sentenças judiciais
O Tribunal Superior Eleitoral (TSE) inocentou, por unanimidade, na noite de 24 de abril de 2007, o presidente Luiz Inácio Lula da Silva. Ele era julgado por suposto abuso de poder relacionado à tentativa de compra do dossiê contra tucanos, durante as eleições de 2006, que vincularia políticos do PSDB à chamada "máfia dos sanguessugas". Também foram inocentados o ex-ministro da Justiça Márcio Thomaz Bastos; o presidente nacional do PT, Ricardo Berzoini; o empresário Valdebran Padilha; o advogado Gedimar Passos; e o ex-assessor da Presidência Freud Godoy. O relator do caso, ministro Cesar Asfor Rocha, votou pela improcedência do processo. Ele alegou que não há existência de provas materiais que comprovem a relação do Presidente Lula com a apreensão do dinheiro.
Por sua vez, o plenário do STF (Supremo Tribunal Federal) decidiu, em 11/04/2007, arquivar o inquérito contra o senador Aloizio Mercadante (PT-SP) por falta de provas. Ele foi acusado de envolvimento na compra de um dossiê pelo PT contra políticos tucanos.